# Mercury-Atlas 8
Mercury-Atlas 8 (MA-8) va ser la cinquena missió espacial tripulada dels Estats Units, part del programa Mercury de la NASA. L'astronauta Walter M. Schirra, Jr., va orbitar la Terra sis vegades dins la nau espacial Sigma 7 el 3 d'octubre de 1962, en un vol de nou hores dirigit a l'avaluació tècnica en detriment de l'experimentació científica. Aquest va ser el vol orbital tripulat més llarg realitzat pels Estats Units aconseguit aleshores en la Cursa Espacial, encara que molt per darrere del conjunt de registres de diversos dies pel Vostok 3 soviètic a principis d'any. Es va confirmar la durabilitat de la nau espacial Mercury d'un dia per a la missió Mercury-Atlas 9 que es va realitzar en 1963.
Es va iniciar la planificació de la tercera missió orbital dels EUA en febrer de 1962, amb l'objectiu de realitzar un vol de sis o set òrbites per superar les missions anteriors de tres òrbites. La NASA va anunciar la missió oficialment el 27 de juny, i el pla de vol es va completar a finals de juliol. La missió es va centrar en proves d'enginyeria i no en l'experimentació científica. La missió finalment va ser llançada en el matí del 3 d'octubre, després d'haver estat retardat dues setmanes a causa de problemes amb el coet Atlas. Una sèrie de problemes menors del coet durant el llançament i un controlador de temperatura defectuós al vestit pressuritzat d'en Schirra van ser els únics problemes tècnics durant el vol. La nau espacial va orbitar amb els dos modes de vol automatitzat i passiu en períodes prolongats mentre que el pilot ho monitorava i realitzava alguns experiments científics menors. Després de sis òrbites, la càpsula va aterrar en l'oceà Pacífic a mitja milla del portaavions per a la recuperació, i va ser hissat a bord d'en Schirra per desembarcar.
Els resultats científics de la missió van ser diversos. L'astronauta va tornar sa després de nou hores confinat en un entorn de baixa gravetat. L'observació de la superfície de la Terra resultar improductiva, a causa de l'espessa capa de núvols i les dolents exposicions fotogràfiques. La reacció pública i política va ser silenciada en comparació amb la de les missions anteriors, ja que la crisi dels míssils de Cuba aviat van eclipsar la carrera espacial en les notícies. La missió va ser un èxit tècnic: tots els objectius d'enginyeria es van completar sense errors significatius, i les naus espacials van utilitzar menys combustible del que s'esperava. Això va confirmar les capacitats de la nau espacial Mercury i es va permetre a la NASA per planificar amb confiança una missió per a un dia de durada de vol, MA-9, que havia estat una fita inicial del programa Mercury.